# Вальядолідська архідіоцезія
Вальядолі́дська архідіоцезія (лат. Archidioecesis Vallisoletanus; ісп. Archidiócesis de Valladolid) — архідіоцезія римського обряду Католицької церкви в Іспанії, з центром у місті Вальядолід.  Входить до складу Вальядолідської церковної провінції.  Заснована 4 липня 1857 року. Голова — архієпископ Вальядолідський. Центральний храм — Вальядолідський собор. Суфраганні діоцезії — Авільська, Саламанкська, Саморська, Сеговійська, Сьюдад-Родрігоська. Площа — 8,172 км². Населення — 533,561 ос.; з них католики — 453,527 ос. (85%). Чинний голова — Рікардо Бласкес, архієпископ Вальядолідський.

## Вальядолідська церковна провінція
- Вальядолідська архідіоцезія
- Авільська діоцезія
- Саламанкська діоцезія
- Саморська діоцезія
- Сеговійська діоцезія
- Сьюдад-Родригоська діоцезія

## Архієпископи
- Рікардо Бласкес

## Статистика
Згідно з «Annuario Pontificio» і Catholic-Hierarchy.org:
| Рік  | Населення | Населення | Населення | Священики | Священики | Священики | Священики           | Диякони | Ченці    | Ченці | Парафії |
| Рік  | католики  | загалом   | %         | загалом   | секулярні | ченці     | вірних на священика | Диякони | чоловіки | жінки | Парафії |
| ---- | --------- | --------- | --------- | --------- | --------- | --------- | ------------------- | ------- | -------- | ----- | ------- |
| 1950 | 200.000   | 200.000   | 100,0     | 310       | 201       | 109       | 645                 |         | 275      | 1.380 | 94      |
| 1969 | 382.112   | 382.312   | 99,9      | 743       | 422       | 321       | 514                 |         | 738      | 2.817 | 197     |
| 1980 | 472.789   | 481.054   | 98,3      | 610       | 311       | 299       | 775                 |         | 576      | 1.849 | 309     |
| 1990 | 495.000   | 499.259   | 99,1      | 625       | 322       | 303       | 792                 |         | 683      | 1.931 | 302     |
| 1999 | 443.426   | 488.620   | 90,8      | 524       | 289       | 235       | 846                 | 4       | 397      | 1.592 | 306     |
| 2000 | 450.274   | 492.032   | 91,5      | 515       | 291       | 224       | 874                 | 4       | 377      | 1.561 | 307     |
| 2001 | 440.115   | 484.261   | 90,9      | 515       | 297       | 218       | 854                 | 5       | 362      | 1.552 | 308     |
| 2002 | 446.121   | 495.690   | 90,0      | 500       | 290       | 210       | 892                 | 5       | 344      | 1.539 | 309     |
| 2003 | 442.357   | 501.157   | 88,3      | 466       | 259       | 207       | 949                 | 5       | 332      | 1.511 | 309     |
| 2004 | 455.672   | 506.302   | 90,0      | 541       | 295       | 246       | 842                 | 5       | 434      | 1.476 | 310     |
| 2010 | 453.527   | 533.561   | 85,0      | 450       | 257       | 193       | 1.007               | 10      | 430      | 1.397 | 307     |
| 2014 | 452.217   | 532.021   | 85,0      | 408       | 237       | 171       | 1.108               | 9       | 418      | 1.291 | 305     |